# Bathydrilus longus
Bathydrilus longus är en ringmaskart som beskrevs av Erséus 1979. Bathydrilus longus ingår i släktet Bathydrilus och familjen glattmaskar. Inga underarter finns listade i Catalogue of Life.